# (43768) Lynevans
(43768) Lynevans est un astéroïde de la ceinture principale.

## Description
(43768) Lynevans est un astéroïde de la ceinture principale. Il fut découvert le 15 février 1988 à La Silla par Eric Walter Elst. Il présente une orbite caractérisée par un demi-grand axe de 3,10 UA, une excentricité de 0,11 et une inclinaison de 11,7° par rapport à l'écliptique.

## Compléments